# Podhum
Podhum (in italiano Piedicolle, desueto) è una località croata nel comune di Jelenje, nella regione litoraneo-montana.

## Geografia
Podhum è situata nella vallata del fiume Eneo, a 8 km a nord di Fiume.

## Storia

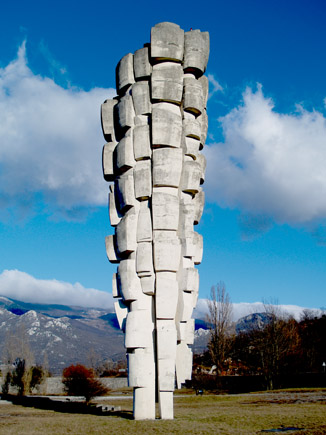
Monumento alle vittime dell'eccidio di Podhum

Nel 1941, in seguito all'invasione della Jugoslavia, fu occupato dalle truppe italiane ed annesso alla provincia di Fiume.
Il 12 luglio 1942, per ordine del prefetto di Fiume Temistocle Testa, Podhum fu rastrellato dai militari italiani e 108 dei suoi abitanti, tutti uomini di un'età compresa tra i 16 ed i 64 anni, furono giustiziati in una cava poco distante. La causa reale della rappresaglia risulta sconosciuta, giacché secondo Testa fu fatta per vendicare “sedici soldati uccisi dai ribelli di Podhum” nella prima decade di luglio, mentre secondo il Fascio fiumano fu causata dalla fucilazione (14 giugno 1942) dei maestri elementari (e coniugi) Giovanni e Francesca Renzi, mandati dal regime fascista in quella zona per italianizzare la popolazione autoctona, interamente slava.
Il resto della popolazione (889 persone) fu deportata nei campi di internamento italiani e le abitazioni furono saccheggiate ed incendiate..

## Monumenti e luoghi d'interesse
- Monumento alle Vittime della strage compiuta dai militari italiani il 12 luglio 1942[3]